# Luciocyprinus striolatus
Luciocyprinus striolatus es una especie de peces de la familia de los
Cyprinidae en el orden de los Cypriniformes.

## Morfología
Los machos pueden alcanzar los 200 cm de longitud total.

## Hábitat
Es un pez de agua dulce y de clima tropical.

## Distribución geográfica
Se encuentra en Asia:  cuenca del río Mekong en Laos y Yunnan (la China ).